# 관측값
관측값(observed value)은 측정값과 비슷한 의미로 쓰이며, 육안이나 기계로 자연 현상 특히 천체나 기상의 상태, 추이, 변화 따위를 관찰하여 측정한 실측값이나 양을 가리킨다. 관측값은 항상 오차를 포함하고 있으므로 관측값에 대한 품질 평가를 하여 신뢰성을 검증하여야 한다. 이러한 과정을 관측값 해석이라 하며 오차를 소거하는 것도 포함한다.

## 관측값, 최확값, 참값
측정을 통해 알아낸 값을 관측값이라 하고, 측정한 대상물의 실제 값을 참값(true value)이라고 한다. 참값은 정확하게 알 수 없는 추상적인 개념이다. 따라서 참값을 대신할 값을 정하는데 이것을 최확값(most probable value)이라고 한다.
관측값을 {\displaystyle x}, 최확값을 {\displaystyle \mu }, 참값을 {\displaystyle \tau }라고 하면 잔차(residual, {\displaystyle \nu }), 편의(bias, {\displaystyle \beta }), 참오차(error, {\displaystyle \varepsilon })을 정의할 수 있다. 잔차는 관측값과 최확값의 차이다.({\displaystyle \nu =\mu -x}) 편의는 참값과 최확값의 차이다.({\displaystyle \beta =\tau -\mu }) 참오차는 잔차와 편의를 합한 값이다.({\displaystyle \varepsilon =\nu +\beta }) 참오차 역시 참값과 마찬가지로 실제로 알 수 없는 가상의 값이다.
최확값은 단순히 산술평균이 아니라 조건과 경중률의 유무에 따라 달라진다. 경중률(weight)이란 여러 관측 값들 각각의 상대적인 신뢰도를 나타내는 것으로, 관측값의 분산과 반비례한다. 조건이 없는 경우는 관측값을 직접 조정하여 최확값을 구하고, 조건이 있는 경우에는 조건에 맞게 오차를 조정하여 최확값을 구한다. 경중률은 관측횟수, 관측거리, 관측정밀도 등 여러 가지 경우에 따라 달라진다.

## 상대오차
상대오차(relative error)는 관측값과 잔차의 절댓값의 비이다. 상대오차는 관측의 정밀도를 나타낼 때 중요하게 쓰인다. 상대오차는 1/10000 등과 같이 나타낸다.
{\displaystyle Re={\frac {|\nu _{i}|}{x_{i}}}}

## 정도
정도는 분자가 {\displaystyle 1}로 표시되는, 표준편차 또는 확률오차({\displaystyle \gamma })를 최확값으로 나눈 값이다.
{\displaystyle {\frac {\sigma }{\mu }}\quad {\text{or}}\quad {\frac {\gamma }{\mu }}}
정도는 관측값의 신뢰도를 평가하는 데 사용된다. 예를 들어 표준편차가 0.00158이고 최확값이 325.467인 관측의 정도는 {\displaystyle {\frac {0.00158}{325.467}}\doteqdot {\frac {1}{200000}}}이다.

## 관측값의 조정
착오를 제거하고 정오차를 보정하였어도 관측값에 아직 우연오차가 남는다. 이때 관측값 조정(adjustment)을 통해 최확값을 결정하게 된다. 관측값 조정의 대표적인 방법에는 최소제곱법(least square method)이 있다. 같은 정밀도로 관측된 값들에서 잔차의 제곱의 합{\displaystyle \left(\sum \nu ^{2}\right)}이 최소가 될 때 최확값을 정할 수 있다. 만약 서로 다른 경중률을 가진 관측값에 대해 최소제곱법을 사용한다면, (경중률){\displaystyle \times }(잔차){\displaystyle ^{2}}의 합{\displaystyle \left(\sum w\nu ^{2}\right)}이 최소가 될 때 최확값을 정할 수 있다.

## 같이 보기
- 오차
- 산술평균
- 분산
- 표준편차
- 삼각측량법

## 참고 문헌
- 이재기; 최석근; 박경식; 정성혁 (2013). 《측량학1》 2판. 형설출판사.